# Axonopus ramosus
Axonopus ramosus är en gräsart som beskrevs av Jason Richard Swallen. Axonopus ramosus ingår i släktet Axonopus och familjen gräs. Inga underarter finns listade i Catalogue of Life.